# Lijst van gouverneurs van Uttarakhand
Dit is een lijst van gouverneurs van de Indiase deelstaat Uttarakhand. De gouverneur is hoofd van de deelstaat en wordt voor een termijn van vijf jaar aangewezen door de president. De rol van de gouverneur is hoofdzakelijk ceremonieel en de echte uitvoerende macht ligt bij de ministerraad, met aan het hoofd de chief minister.
Uttarakhand ontstond op 9 november 2000, toen het werd afgescheiden van de staat Uttar Pradesh.
| # | Naam                 | Begin termijn    | Einde termijn    |
| - | -------------------- | ---------------- | ---------------- |
| 1 | Surjit Singh Barnala | 9 november 2000  | 7 januari 2003   |
| 2 | Sudarshan Agarwal    | 8 januari 2003   | 28 oktober 2007  |
| 3 | Banwari Lal Joshi    | 29 oktober 2007  | 5 augustus 2009  |
| 4 | Margaret Alva        | 6 augustus 2009  | 14 mei 2012      |
| 5 | Aziz Qureshi         | 15 mei 2012      | 7 januari 2015   |
| 6 | Krishan Kant Paul    | 8 januari 2015   | 25 augustus 2018 |
| 7 | Baby Rani Maurya     | 26 augustus 2018 | huidig           |